# Santiago Monreal Casado
Santiago Monreal Casado (L'Hospitalet de Llobregat, 6 d'agost de 1969) és un actor català.
Biòleg de formació, va estudiar interpretació a l'extinta Escola de Teatre La Casona del barri de Sants i a l'Institut del Teatre. Ha actuat en peces de teatre que s'han pogut veure en sales com la Beckett o el Teatre Nacional de Catalunya, així com en festivals com el Grec o el Temporada Alta. És membre fundador de la companyia Parking Shakespeare (2009), que adapta els textos del dramaturg anglès. A més d'actuar, també ha dirigit obres teatrals.
Monreal ha participat en diverses sèries de televisió catalanes (El cor de la ciutat, 2009; o La Riera, 2013) i també d'espanyoles (La Señora, 2008; El secreto de Puente Viejo, 2015; o Els hereus de la terra, 2022). Al cinema, ha intervingut en llargmetratges com Diari d'una nimfòmana, de 2008; o No mataràs, de 2020; i en curts com Ghost, també de 2020.
També ha explorat altres facetes artístiques, com el dibuix de còmics.